# Scotinella dixiana
Scotinella dixiana là một loài nhện trong họ Phrurolithidae.
Loài này thuộc chi Scotinella. Scotinella dixiana được miêu tả năm 1957 bởi Roddy.